# خاشباتارین تساگانباتار
خاشباتارین تساگانباتار (مغولی: Хашбаатарын Цагаанбаатар؛ زادهٔ ۱۹ مارس ۱۹۸۴) جودوکار اهل مغولستان است.
وی در مسابقات کشوری و بین‌المللی در مجموع برندهٔ ۱۰ مدال طلا، ۱۰ مدال نقره، ۱۶ مدال برنز شده‌است.